# Soyo
Soyo, também grafada como Soio, é uma cidade e município angolano da província do Zaire, situada ao norte do país, já na divisa com o Congo-Quinxassa.
Segundo as projeções populacionais de 2018, elaboradas pelo Instituto Nacional de Estatística, conta com uma população de 258 599 habitantes e área territorial de 5 572 km². É o único município angolano que é mais populoso que o município-capital de sua província, superando Mabanza Congo.
A sede é uma cidade industrial e portuária, conhecida pelo importante porto do Soyo, e pelos terminais petrolíferos da Barra do Cuanda.
No período colonial a localidade foi conhecida como "Santo António do Zaire".

## Geografia
O município é constituído pela comuna-sede, equivalente à cidade de Soio, e ainda pela comuna de Pedra de Feitiço. Até setembro de 2024 seu território continha as comunas de Sumba, Quêlo e Mangue Grande.
O grande referencial geográfico do município é o estuário do Congo (também chamado de estuário do Zaire ou baía de Diogo Cão), que recebe as águas da bacia do Congo e de pequenos rios, formando um imenso complexo de canais, ilhas, ilhotas, mangues e bancos de sedimentos. A área é riquíssima em hidrocarbonetos.

## História
Soio (originalmente escrito "Sonho" e pronunciado Sonyo) era uma província do reino do Congo, que se estendia a sul da foz do rio Congo (ou Zaire).
Quando os primeiros portugueses chegaram, em 1482, Soio já era uma entidade administrativa, cujo administrador tinha o título de "Senhor do Soyo" (Muene Soyo). 
A localidade recebeu o nome de "Santo António do Zaire", dado pelo navegador português Diogo Cão que, em 23 de abril de 1482, instalou a Ponta de Padrão de São Jorge, marcando a fundação oficial do Soio e a presença lusitana na área. Muene Soyo foi o primeiro governante a ser baptizado quando os missionários católicos chegaram ao reino do Congo em 1491.

### Província do Soio

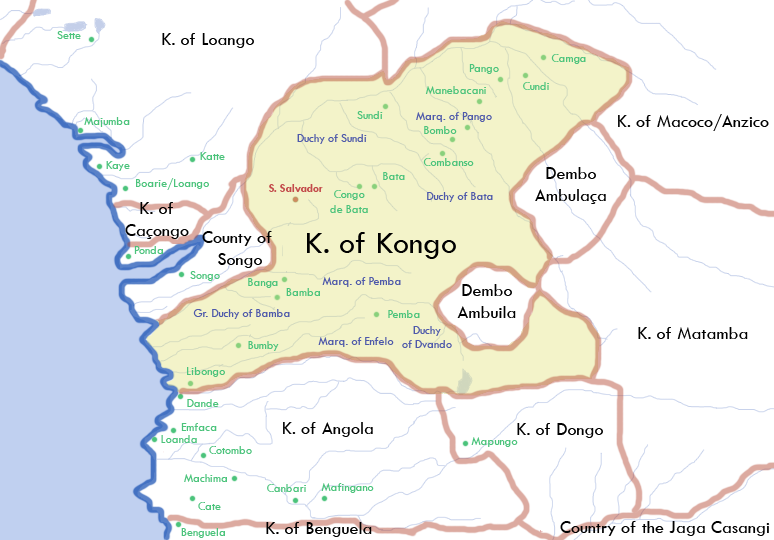
O reino do Congo em destaque, com as "terras do Songo/Soio" à leste.

Durante o século XVI Soio era governado por um membro da família real Congo, nomeados pelo rei e servindo por um período limitado. O governante na altura em que chegaram os portugueses, foi batizado de Manuel, dizia-se que era o tio do rei governante.
Dentro da supervisão do Congo, o Soio foi autorizado a expandir e conquistar outras regiões sob o domínio real. Assim, Nzinga Nkuwu, rei do Congo em 1491, permitiu uma expansão do território do Soio, na sequência do batismo do governante. Esta expansão permitiu que Soio controlasse várias sub-provincias, incluindo Pambala, Quimi, Tubi, ao longo do rio Congo e Lovata (entre outros) ao largo da costa atlântica.
O porto do Soyo, localizado próximo à foz do rio Congo, tornou-se um importante entreposto comercial do Congo no século XVI. A comunidade de portugueses aí radicados utilizava esse porto para o comércio de escravos, marfim e cobre. Um inquérito real do Congo de 1548 revelou que mais de 4.000 escravos saíram do porto do Soyo para a colônia ilha de São Tomé, e depois para o Brasil a cada ano.

### Condado do Soio
No início de 1590, Miguel foi designado Conde, quando o rei do Congo Álvaro II adoptou o estilo europeu de títulos de nobreza, passando a existir o Condado do Soio. No entanto, ele acabou por se distanciar das ambições de Álvaro e houve um longo período de considerável tensão entre Congo e Soio, resultando no reconhecimento de Miguel como um governante mais ou menos independente. Porém nos reinados seguintes continuaram a ser os reis do Congo continuaram a designar os governantes de Soio.
Já no século XVII, mais propriamente entre 1620 e 1640, houve várias guerras civis no reino do Congo e muitas vezes os próprios condes da região de Soio eram chamados para ajudar.
Mas em 1641, Daniel da Silva substituiu Paulo (anterior conde de Soio) e foi imediatamente contestado pelo recém-empossado rei Garcia II do Kongo, que procurou substituí-lo. Conde Daniel resistiu, alegando que o conde do Soio tinha o direito de ser selecionado através de eleição de seus próprios subordinados nobres. Garcia tentou retornar Soio para seu controle por guerras, mas as tentativas de Garcia, em 1641, 1643, 1645 e 1656 falharam todas, muitas vezes com grandes perdas. Isto deve-se principalmente ao facto de que os exércitos reais não poderiam atacar a área fortificada arborizada do Soio chamado Nifinda Angula perto da capital.

### Principado do Soio

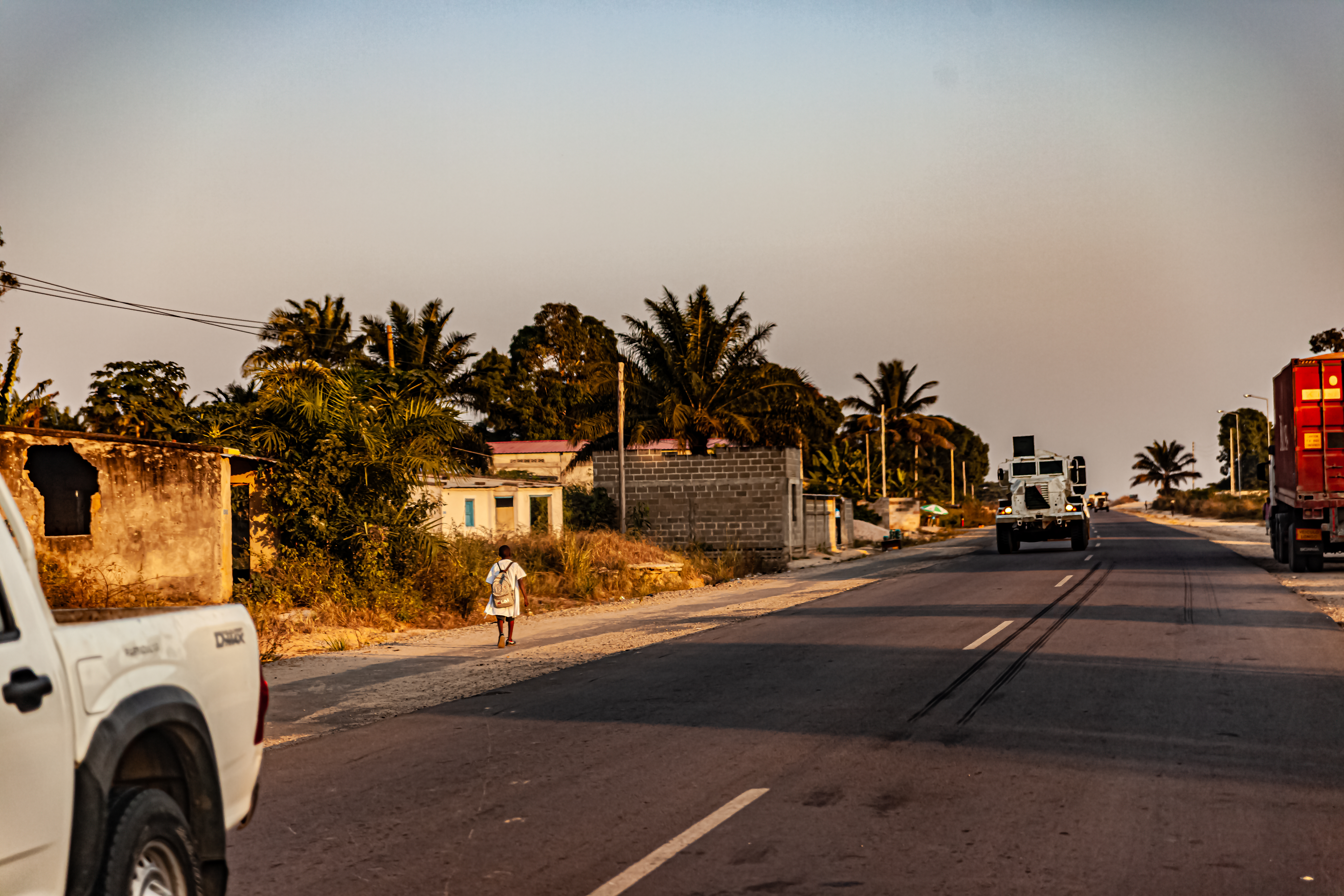
Veículos trafegando no Soio, em 2019.

O Soio, tornou-se mais independente, e o seu governante tomou o título de Príncipe, e em seguida, Grande Príncipe de Soio no final do século XVII e início do século XVIII. Soio participou activamente na política Congo durante e depois do reinado de Garcia II, especialmente como defensores do ramo Quimpanzu da família.
Em 1670, o governador português destacado para assumir o Congo, que estava envolvido numa guerra civil, invadiu Soio. Depois de uma primeira vitória, as forças portuguesas foram completamente derrotadas por Soio, na Batalha de Quitombo, em Nifinda Angula perto da capital. O dia da vitória, 18 de outubro de 1670, e no dia de São Lucas, é considerado um feriado importante.

### Da década de 1930 à independência de Angola
Durante o Estado Novo, foi uma zona de dominação difícil, por se encontrar junto da fronteira ao Congo Belga. Possuía acessos difíceis, com grande distância face à capital, e verificava-se uma elevada instabilidade política, devido às disputas com a administração colonial belga.
Em 5 de abril de 1974, através da portaria administrativa nº 320, do então Alto Comissário e Governo Geral de Angola Fernando Augusto Santos e Castro, Soio ascendeu a categoria de cidade.
O início da extração de hidrocarbonetos, no início da segunda metade do século XX, fez da localidade um dos mais importantes polos industriais da província, instalando-se, a partir do final da guerra civil, fábricas de gás liquefeito, além de terminais de armazenamento de petróleos.

## Economia
Na economia primária, há um contingente razoável de pessoas empregadas em atividades pesqueiras (marítima e fluvial) e marisqueiras.
Na indústria extrativa o Soio é o grande produtor de petróleo da província zairense, produto que é estocado nos Terminais de Armazenamento de Cuanda. Está em construção na cidade a Refinaria de Soio, com expectativa de conclusão da primeira fase em 2025. Há também atividades industriais de estalagem e manutenção de embarcações, e de beneficiamento de pescados.
A logística de transportes, o comércio e os serviços administrativos e financeiros são outras atividades que geram importante massa salarial para a economia da cidade.

## Infraestrutura

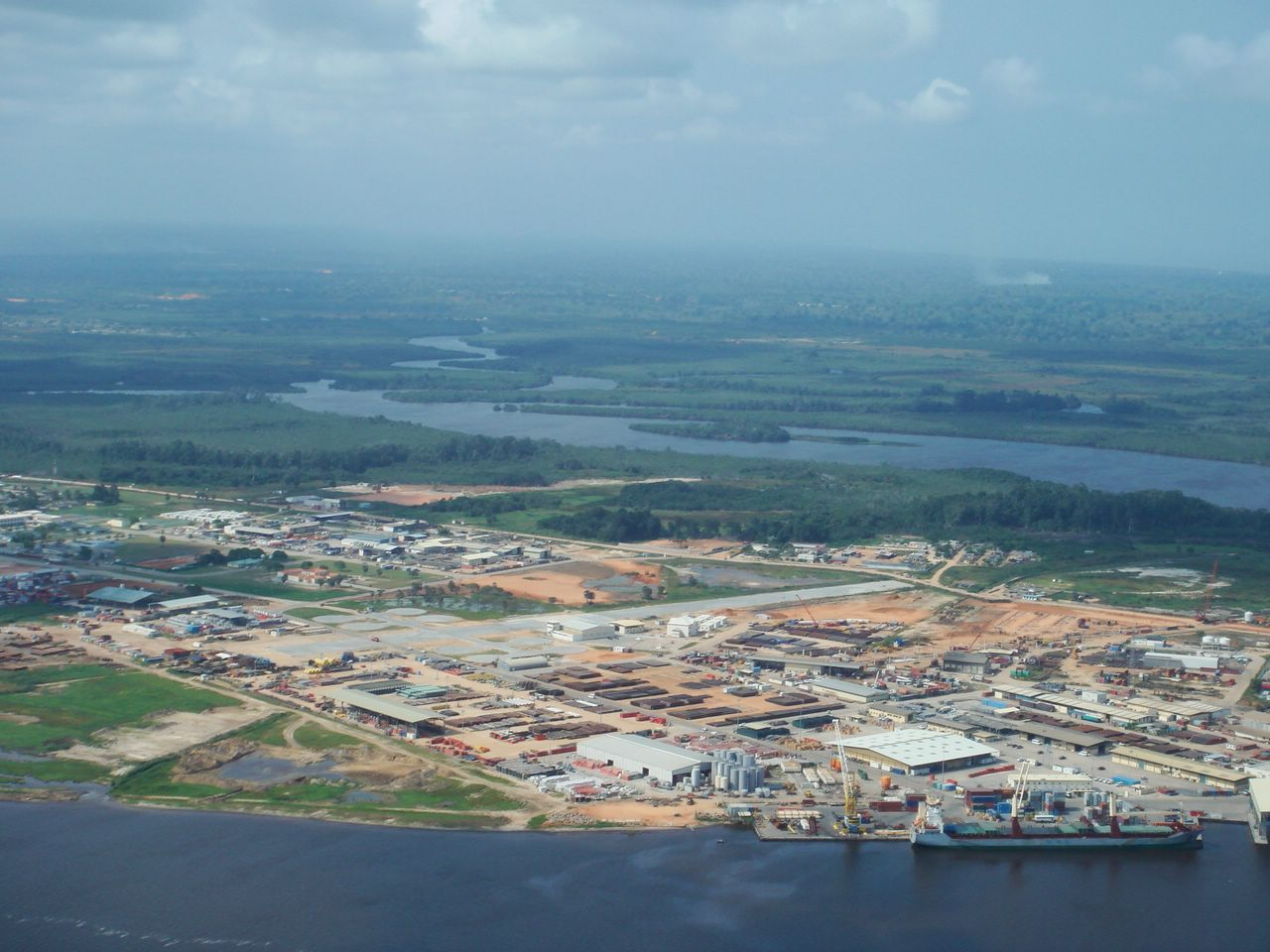
Panorama do Porto do Soyo, em 2007.

### Educação
Na educação superior a cidade sedia o Instituto Superior Politécnico do Soio e dispõe de um campus onde funciona a Escola Superior Politécnica do Soio, uma das unidades da Universidade 11 de Novembro.

### Segurança
Embora não tenha papel de força de segurança pública convencional, na cidade está a Base Costeira do Soio da Marinha de Guerra Angolana, onde está estacionado o Regimento de Defesa Costeira do Soio e a Brigada de Navios de Superfície do Soio.

### Transportes
A principal ligação rodoviária do Soio é a rodovia EN-100, que liga a cidade até Nezeto e à capital nacional, Luanda. Outras vias são as rodovias EC-205 e EC-102, que liga o Soio às vilas de Sende, Quinquengue e Chinde.
Sua principal facilidade logística é o Porto do Soyo, o maior porto da foz do rio Congo e o maior complexo portuário do norte da nação.
A cidade também é servida pelo Aeroporto General Ndozi.

## Cultura e lazer

### Cultura
Uma das principais manifestações religiosas da cidade é a Festividade de Santo Antônio do Zaire, promovida pela Diocese de Mabanza Congo. É uma tradição muito antiga, vinda do período da Missão Católica de Santo António da Pinda.

### Lazer
Os locais de lazer e interesse da cidade incluem:
- Anzo de Inquice (Nzo a Nkisi): local de cultos ancestrais;
- Ponta do Padrão de São Jorge: marco de descobrimento dos portugueses para colonizar Angola, situa-se na foz do Rio Congo;
- Porto Pinda: local do primeiro batismo cristão da Igreja Católica ao sul do Saara, além de ser ponto de exportação de escravos durante a colonização portuguesa;
- Porto Rico: local de negócio e exportação de escravos, durante a colonização portuguesa.

A principal prática esportiva do Soio é o futebol, tanto que um dos maiores estádios do país, o Estádio dos Embondeiros, está ali localizado. Ainda está instalado na cidade a Académica Petróleos do Kwanda Soyo, uma das maiores equipas futebolísticas que joga nos campeonatos nacionais.